# Cirillo di Reggio
Cirillo di Reggio (... – Reggio Calabria, 740) (anche conosciuto come San Quirillo) vescovo di Reggio Calabria. È venerato come santo dalla Chiesa cattolica ed è festeggiato il 3 luglio.

## Biografia
Di origine greca fu inizialmente eremita presso le grotte site nelle vicinanze dell'attuale Terreti (detta in seguito Santa Penitenza) venendo poi nominato vescovo di Reggio Calabria, tenendone la cattedra dal 710 al 740; in questo periodo sembra che la sua diocesi passasse dall'obbedienza romana a quella costantinopolitana; Cirillo riuscì ad effettuare il cambiamento in maniera indolore riuscendo nel contempo anche a non far risentire troppo i propri fedeli della lotta iconoclasta all'epoca in corso.
Fu maestro di Leone il Taumaturgo e l'ordinò sacerdote elevandolo all'arcidiaconato. Dopo la morte di san Cirillo la località di Santa Penitenza assunse in suo onore il nome di Motta San Cirillo.